# Europe 1 Foot

Europe 1 Foot était une émission d'Europe 1 présentée par Alexandre Delpérier puis par Alexandre Ruiz.

## Concept
Chaque soir durant deux heures, Alexandre Ruiz commente l'actualité du football avec de nombreux invités. Cette émission est conçue en collaboration avec l'ensemble des consultants football d'Europe 1 et la rédaction du service des sports.
Créée en 2008, Europe 1 Foot succède à Europe Sport. Elle a d'abord lieu du lundi au jeudi entre 20 h et 21 h 30 puis change d'horaire en 2009. Elle a désormais lieu de 20 h 30 à 22 h 30.
Depuis le 4 mars 2010, Alexandre Ruiz anime l'émission et remplace Alexandre Delpérier démissionnaire après avoir été mis à pied une semaine à la suite de fausses interviews de Raymond Domenech et de Thierry Henry.
Le 23 août 2010, l'émission est supprimée de la grille des programmes d'Europe 1 et est remplacée par Bienvenue chez Basse une libre-antenne animée par Pierre-Louis Basse.

## Consultants d'Europe 1 Foot
- Guy Roux, consultant Europe 1 et Canal+
- Franck Sauzée, consultant Europe 1 et Canal+
- Denis Balbir, commentateur M6
- Didier Roustan, président Foot Citoyen
- Florian Genton, journaliste beIN Sport
- Bertrand-Régis Louvet, journaliste Aujourd'hui Sport
- Étienne Moati, journaliste L'Équipe
- Dominique Grimault, journaliste M6
- Vincent Duluc, journaliste L'Équipe
- Gregory Schneider, journaliste Libération

## La rédaction d'Europe 1 Foot
- Laurent Jaoui
- Jean-Charles Banoun
- Pascal Normand
- Cyrille de la Morinerie